# Лукомщина
Луко́мщина (укр. Лукомщина) — село, входит в Яготинский район Киевской области Украины.
Население по переписи 2001 года составляло 3 человека. Почтовый индекс — 07731. Телефонный код — 4575. Занимает площадь 0,452 км². Код КОАТУУ — 3225583003.

## Местный совет
07730, Київська обл., Яготинський р-н, с. Лемешівка, вул. Центральна, 64  (укр.)